# Miriam Teresa
Miryan Thereza Loffler (Rio de Janeiro, 24 de agosto de 1935) é uma atriz e dubladora brasileira. É filha do comediante Oscarito e da atriz Margot Louro.
Miryan começou sua carreira artística ainda adolescente, tendo como seu primeiro papel o filme Com o Diabo no Corpo. Ingressou na Rede Globo em 1972 com a novela Selva de Pedra.

## Carreira
Todos os trabalhos produzidos por ela.

### Na televisão
| Ano  | Título            | Personagem      | Notas                                 |
| ---- | ----------------- | --------------- | ------------------------------------- |
| 2008 | Faça Sua História | Madre           | Episódio: "A Matadora"                |
| 2007 | Eterna Magia      | Edméia          |                                       |
| 1988 | O Primo Basílio   | Helena          |                                       |
| 1983 | Caso Verdade      | —               | Episódio: "A Grande Ambição de Elisa" |
| 1982 | Caso Verdade      | —               | Episódio: "Disque CVV para viver"     |
| 1981 | Amizade Colorida  | Mãe de Jorginho |                                       |
| 1972 | Selva de Pedra    | Jandira         |                                       |

### No cinema
| Ano  | Título                | Personagem            |
| ---- | --------------------- | --------------------- |
| 1953 | Três Recrutas         |                       |
| 1954 | Rua Sem Sol           |                       |
| 1955 | Colégio de Brotos     | Lenita                |
| 1955 | O Golpe               | Berê                  |
| 1957 | Papai Fanfarrão       | Anita                 |
| 1959 | Esse Milhão é Meu     | Sueli                 |
| 1979 | O Rei e os Trapalhões | Aia da Princesa Alina |
| 1985 | Tropclip              | Mãe de Chico          |

### Como dubladora
- Os Cãezinhos do Canil - Nose Marie
- Corrida Maluca - Penélope Charmosa
- Scooby Doo - Scooby Dee
- Nossa Turma - Ovelhinha
- O Homem Que Sabia de Menos - Sylvia
- A Vaca e o Frango - Mãe
- Duro na Queda - Jody Banks
- A Bruxa Onilda - "Lavínia"
- Afinado no Amor - Vovó Molly
- Um Lugar Chamado Notting Hill - Honey (Emma Chambers)
- As Aventuras de Max Keeble - Sra. Talia
- A Noiva Cadáver - Hermengarde
- A Babá Encantada - Letitia
- Os Padrinhos Mágicos - Diretora Waxeplax
- ICarly - "Srta. Briggs"
- Os Cavaleiros da Arábia - Princesa Naida
- Bater ou Correr em Londres - Rainha Vitória (Gemma Jones)
- Os Simpsons - Marge Simpson (episódio 1 da 22ª temporada)
- Principe Planeta - Dublasom